# 日韓同志組合
日韓同志組合（にっかんどうしくみあい）は、1905年前後に存在した、大韓帝国のスパイ組織。

## 代表者
- 李逸稙（李世稙）[1]
- 押川方義[1]
- 巖本善治[1]
- 松本武平[1]
- 毛利部寅壽[1]

## 概要
1894年、金玉均暗殺計画に李逸稙の関与が疑われていた。
1904年の長森事件において、日韓同志組合のメンバーは、長森藤吉郎と対立した。その背後には、米国エクヰテブル生命保険会社が居たとされる。
1905年3月、韓国駐箚軍の憲兵隊が李逸稙を治安妨害であると認定して拘留調査し、秘密探偵の密勅を含む重要書類を押収したとされる。